# Physics processing unit

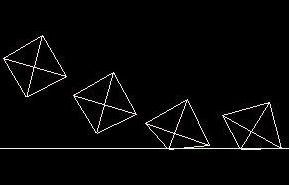
Animación de captura de pantalla del sistema de modelado físico del hardware SPARTA.

Una Unidad de procesamiento físico (en inglés PPU) es un microprocesador diseñado especialmente para manejar cálculos físicos en computación. Su uso esta particularmente extendido en el campo de los motores físicos y los video juegos. Algunos ejemplos de cálculos realizados por unidades de procesamiento físico son cálculos de dinámica de cuerpos rígidos, detección de colisiones, dinámica de fluidos, simulación de vestuario y cabello (en computación gráfica), análisis de elementos finitos y fractura de objetos. El propósito de estas unidades de procesamiento físico es liberar de carga (de procesamiento) a las CPU haciendo dichas operaciones.
Las primeras PPU fueron llamadas SPARTA y HELIAS
El término fue introducido por la compañía AGEIA para describir su chip PhysX a sus consumidores. Muchas otras tecnologías del ámbito de las CPU y GPU tienen varias características en común con él, razón por la cual Ageia se considera como la primera en plantear, vender, soportar, diseñar y poner en el mercado un sistema exclusivamente como una PPU. 
- Datos: Q1140942